# Volitve predsednika Republike Slovenije 2002
Volitve predsednika republike 2002 so bile tretje volitve predsednika v samostojni Slovenije in prve, ki so potekale v dveh krogih. V drugem krogu 1. decembra 2002 je Janez Drnovšek premagal Barbaro Brezigar s 56,52 odstotki glasov. Od 1.610.137 volilnih upravičencev jih je glasovalo 1.052.795 ali 65,39 %.
V prvem krogu so kandidirali tudi Zmago Jelinčič Plemeniti, France Arhar, France Bučar, Lev Kreft, Anton Bebler, Gorazd Drevenšek in Jure Jurček Cekuta.

## Prvi krog
V prvem krogu so kandidirali:
- Janez Drnovšek
- Barbara Brezigar
- Zmago Jelinčič Plemeniti
- France Arhar
- France Bučar
- Lev Kreft
- Anton Bebler
- Gorazd Drevenšek
- Jure Jurček Cekuta

## Drugi krog
Ker nihče ni dosegel večine v prvem krogu, sta se v drugem krogu pomerila kandidata z največ glasovi iz prvega kroga. To sta bila Janez Drnovšek in Barbara Brezigar.

## Popolni rezultati
| Kandidat                            | Prvi krog | Prvi krog | Drugi krog | Drugi krog |
| Kandidat                            | Glasov    | %         | Glasov     | %          |
| ----------------------------------- | --------- | --------- | ---------- | ---------- |
| Janez Drnovšek                      | 508.014   | 44,39     | 586.847    | 56,52      |
| Barbara Brezigar                    | 352.520   | 30,80 %   | 451.372    | 43,48      |
| Zmago Jelinčič Plemeniti            | 97.178    | 8,49      |            |            |
| France Arhar                        | 86.836    | 7,59 %    |            |            |
| Franc Bučar                         | 37.069    | 3,24      |            |            |
| Lev Kreft                           | 25.715    | 2,25      |            |            |
| Anton Bebler                        | 21.165    | 1,85      |            |            |
| Gorazd Drevenšek                    | 9.791     | 0,86      |            |            |
| Jure Jurček Cekuta                  | 6.184     | 0,54      |            |            |
| Vseh veljavnih glasovnic            | 814.995   | 98,69     | 703.289    | 97,97      |
| Neveljavnih glasovnic               | 10.845    | 1,31      | 14.546     | 3,03       |
| Skupaj                              | 825.840   | 100       | 717.835    | 100        |
| Št. registriranih volivcev/udeležba | 1.711.779 | 48,24     | 1.711.097  | 41,95      |
| Vir: Državna volilna komisija RS    |           |           |            |            |